# Andrej Mstislavič
Andrej Mstislavič di Zvenigorod (in russo Андрей Мстиславич?) (... – 1339) è stato principe di Zvenigorod in un momento non meglio precisato della prima metà del XIII secolo.
Egli viene menzionato una volta nella Cronaca di Voskresenskaja nel 1339 come principe di Kozel'sk in relazione alla sua morte per mano di Vasilij Panteleimonovič, nipote di suo fratello maggiore.

## Biografia
Secondo le ricostruzioni degli studiosi, Ivan era nipote di Michele Vsevolodovič di Černigov e Kiev, figlio di Mstislav Mikhailovič, principe di Karačev e Kozel'sk. Tuttavia, a causa di incongruenze cronologiche, suo padre Mstislav potrebbe non essere stato Michele Vsevolodovič di Černigov, ma un altro principe con lo stesso nome, come ha sottolineato N.A. Baumgarten. Quest'ultimo, sulla base di una cronaca medievale russa, ipotizza che Andrej fosse in stretti rapporti con suo fratello Tito, in quanto sia Andrej Mstislavič che Andrej Titovič erano sposati con delle principesse lituane. Tuttavia, Andrej potrebbe essere il nome di battesimo di Svjatoslav Titovič, il quale sposò una delle figlie del granduca di Lituania Algirdas (al potere dal 1345 al 1377) di nome Teodora.
Lo storico Sergej Beznosjuk ha segnalato che nel sinodico dell'ex monastero dello Spirito Santo di Rjazan' si attestano «Andrejan, Alexander Semjonoviči Novosilskij», che considera Andrej il fratello di Alexander Novosilskij ucciso nel 1326 nell'Orda e il pronipote di Oleg Kursk. In questo caso, Andrej del sinodico appare davvero nella generazione precedente con il figlio Fëdor (e nella stessa generazione con Mstislav Karačevskij). Lo storico Stephen Christopher Rowell accerta anch'egli il legame tra Ivan e la città di Kozel'sk.

## Discendenza
Ivan sposò una delle figlie di Gediminas, granduca di Lituania dal 1316 al 1341, ma il nome della nobildonna resta ignoto. Ucciso dal nipote Vasilij Panteleimonovič nella lotta per Kozel'sk durante il regno di Karačev del fratello maggiore Tito. La coppia ebbe due figli:
- Fëdor.
- Ivan - capostipite della discendenza dei Bolokhov.